# Tintins Eventyr
Tintins Eventyr (originaltitel The Adventures of Tintin) er en animeret tv-serie, der er produceret i Frankrig og Canada, baseret på tegneserien Tintins oplevelser af den belgiske tegner Georges Prosper Remi, der er mere kendt under forfatternavnet Hergé.
Serien blev sendt første gang i 1991 og består af 39 episoder af knap ½ time fordelt på tre sæsoner.
Serien er en filmatisering af de originale Tintin-album, men i en anden rækkefølge. Tre af Hergés album blev ikke filmatiseret, de to første, Tintin i Sovjetunionen pga. deres lidet flatterende portræt af russerne, Tintin i Congo pga. problemer med dyremishandling og attituden over for de indfødte i Belgisk Congo; og det sidste ufærdige album Tintin og alfa-kunsten.

## Danske stemmer
- Søren Sætter-Lassen - Tintin
- Kjeld Nørgaard - Kaptajn Haddock
- Henrik Koefoed - Professor Tournesol
- Lars Thiesgaard - Dupond og Dupont
- Kjeld Nørgaard - Rastapopoulus
- Vibeke Dueholm - Bianca Castafiore
- Kjeld Nørgaard - Dr. Müller

## Episoder
Rækkefølgen på tv-serien i den oprindelige sendeorden.

### Sæson 1
1. "Krabben med de gyldne klosakse": Episode 1
2. "Krabben med de gyldne klosakse": Episode 2
3. "Enhjørningens hemmelighed": Episode 1
4. "Enhjørningens hemmelighed": Episode 2
5. "Rackham den Rødes skat"
6. "Faraos cigarer": Episode 1
7. "Faraos cigarer": Episode 2
8. "Den Blå Lotus": Episode 1
9. "Den Blå Lotus": Episode 2
10. "Den sorte ø": Episode 1
11. "Den sorte ø": Episode 2
12. "Tournesolmysteriet": Episode 1
13. "Tournesolmysteriet": Episode 2

### Sæson 2 (1992)
1. "Den mystiske stjerne"
2. "Det knuste øre": Episode 1
3. "Det knuste øre": Episode 2
4. "Ottokars scepter": Episode 1
5. "Ottokars scepter": Episode 2
6. "Tintin i Tibet": Episode 1
7. "Tintin i Tibet": Episode 2
8. "Tintin og picaroerne": Episode 1
9. "Tintin og picaroerne": Episode 2
10. "Landet med det sorte guld": Episode 1
11. "Landet med det sorte guld": Episode 2
12. "Rute 714 til Sydney": Episode 1
13. "Rute 714 til Sydney": Episode 2

### Sæson 3
1. "Koks i lasten": Episode 1
2. "Koks i lasten": Episode 2
3. "De 7 krystalkugler": Episode 1
4. "De 7 krystalkugler": Episode 2
5. "Soltemplet": Episode 1
6. Soltemplet": Episode 2
7. "Castafiores juveler": Episode 1
8. "Castafiores juveler": Episode 2
9. "Mission til Månen": Episode 1
10. "Mission til Månen": Episode 2
11. "De første skridt på Månen": Episode 1
12. "De første skridt på Månen": Episode 2
13. "Tintin i Amerika"